# Federico Campanella
Federico Campanella (Genova, 10 luglio 1804 – Firenze, 9 dicembre 1884) è stato un patriota e politico italiano.

## Biografia

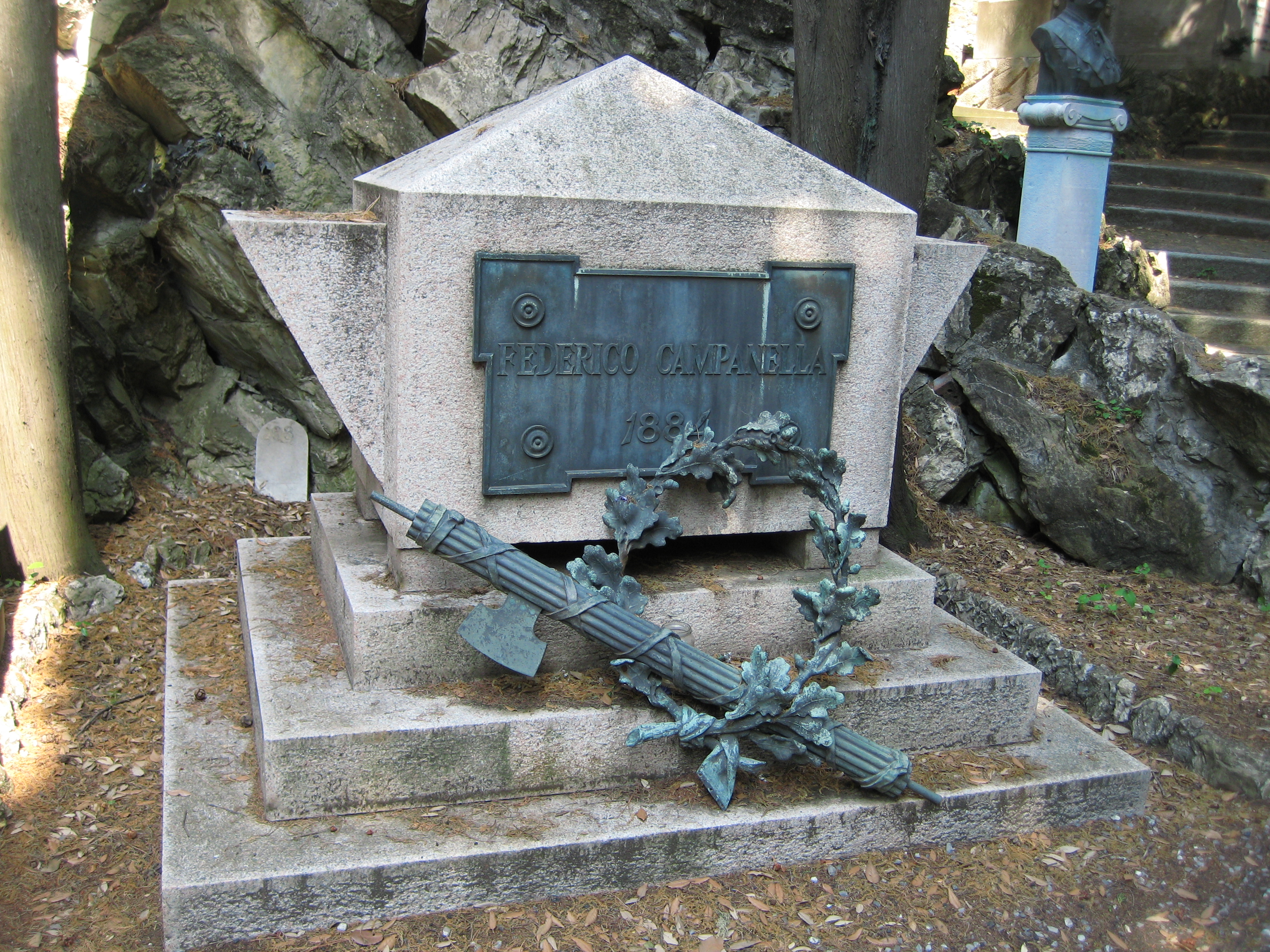
Cimitero di Staglieno, Genova. Tomba di Federico Campanella

Federico Campanella nacque a Genova il 10 luglio 1804 da Sebastiano e da Benedetta Tassara. Si iscrisse all'Università di Genova l'11 febbraio 1822 dove per il suo acceso anticlericalismo ebbe sanzioni disciplinari e varie sospensioni. Comunque conseguì la laurea in Legge nell'estate del 1829.
Amico di Giuseppe Mazzini, fu tra i fondatori, assieme ai fratelli Ruffini, del primo comitato genovese della Giovine Italia, e partecipò alla spedizione mazziniana in Savoia nel 1834. Fallito il tentativo insurrezionale, andò esule in Svizzera e poi riparò a Marsiglia presso Luigi Amedeo Melegari.
Rientrato in Italia partecipò al moto milanese delle cinque giornate. Giunta la notizia dell'insurrezione di Milano, volontari genovesi formarono la Compagnia "Mazzini"; Campanella vi entrò e con essa partì per Milano dove giunse il 23 marzo 1848 dopo aver partecipato all'occupazione di Pavia.
L'anno successivo fu tra i protagonisti dell'insurrezione di Genova come membro del governo provvisorio e capo di stato maggiore della Guardia Nazionale con il grado di colonnello. Repressa nel sangue dal generale La Marmora riuscì a scappare con una nave da guerra americana con Goffredo Mameli e Nino Bixio alla volta di Roma, dove come soldato semplice fu con Garibaldi alla difesa della Repubblica Romana. Al ritorno del Papa a Roma scappò ad Atene e poi a Parigi.
Nel 1851 fu tra coloro che si opposero al colpo di Stato di Luigi Napoleone Bonaparte, ma alla salita al trono di quest'ultimo si rifugiò a Londra. Qui si rimise in contatto con Mazzini e si adoperò per organizzare il Partito d'Azione.
Tornato in Italia al tempo della seconda guerra d'indipendenza, seguì Garibaldi nella spedizione dei Mille.
Dopo la proclamazione del Regno d'Italia, il 22 giugno 1862 fu eletto deputato al Parlamento dal Collegio di Corleto Perticara in Basilicata, ma la sua accesa fede repubblicana lo spinse a rassegnare le dimissioni da deputato nel 1863 perché la Camera aveva approvato la repressione in Sicilia. 
Continuò ad occuparsi di politica e fu tra i più instancabili organizzatori del partito repubblicano e del movimento massonico italiano. Nel 1868, dimessosi Garibaldi, il Grande Oriente di Palermo offrì la carica di Gran maestro a Mazzini, che rifiutò ma indicò Campanella, il quale venne eletto il 19 luglio per un triennio. In contrasto con il Grande Oriente d'Italia, filomonarchico, allora con sede a Firenze, propose di indire una costituente per riformare la Massoneria italiana, costituente che ebbe finalmente luogo nell'aprile del 1872 a Roma e che vide la riunificazione dei vari centri massonici della penisola. Campanella fu eletto Gran maestro onorario e lasciò la direzione della massoneria palermitana al nuovo Gran maestro del Grande Oriente d'Italia Giuseppe Mazzoni.
Insignito del 33º grado, fu sovrano gran commendatore del Supremo Consiglio del Rito scozzese antico ed accettato di Palermo.